# Nykøbings amt
Nykøbings amt (danska: Nykøbing Amt) var ett amt som omfattade ön Falster i sydöstra Danmark. Utöver residensstaden Nykøbing Falster, omfattade det även staden Stubbekøbing.

## Administrativ historik
Nykøbings amt bildades när Danmarks län ersattes av amt 1662 och ersatte då det dåvarande slottslänet Nykøbings län.
Amtet upphörde i samband med amtsreformen 1793 då det, tillsammans med Halsteds klosters och Ålholms amt, blev en del av det då nybildade Maribo amt, som sedan i sin tur blev en del av Storstrøms amt i samband med kommunreformen 1970. Sedan kommunreformen 2007 tillhör området Region Själland.

## Härader
Nykøbings amt omfattade två härader:
- Falsters Nørre härad
- Falsters Sønders härad